# Sara Hestrin-Lerner

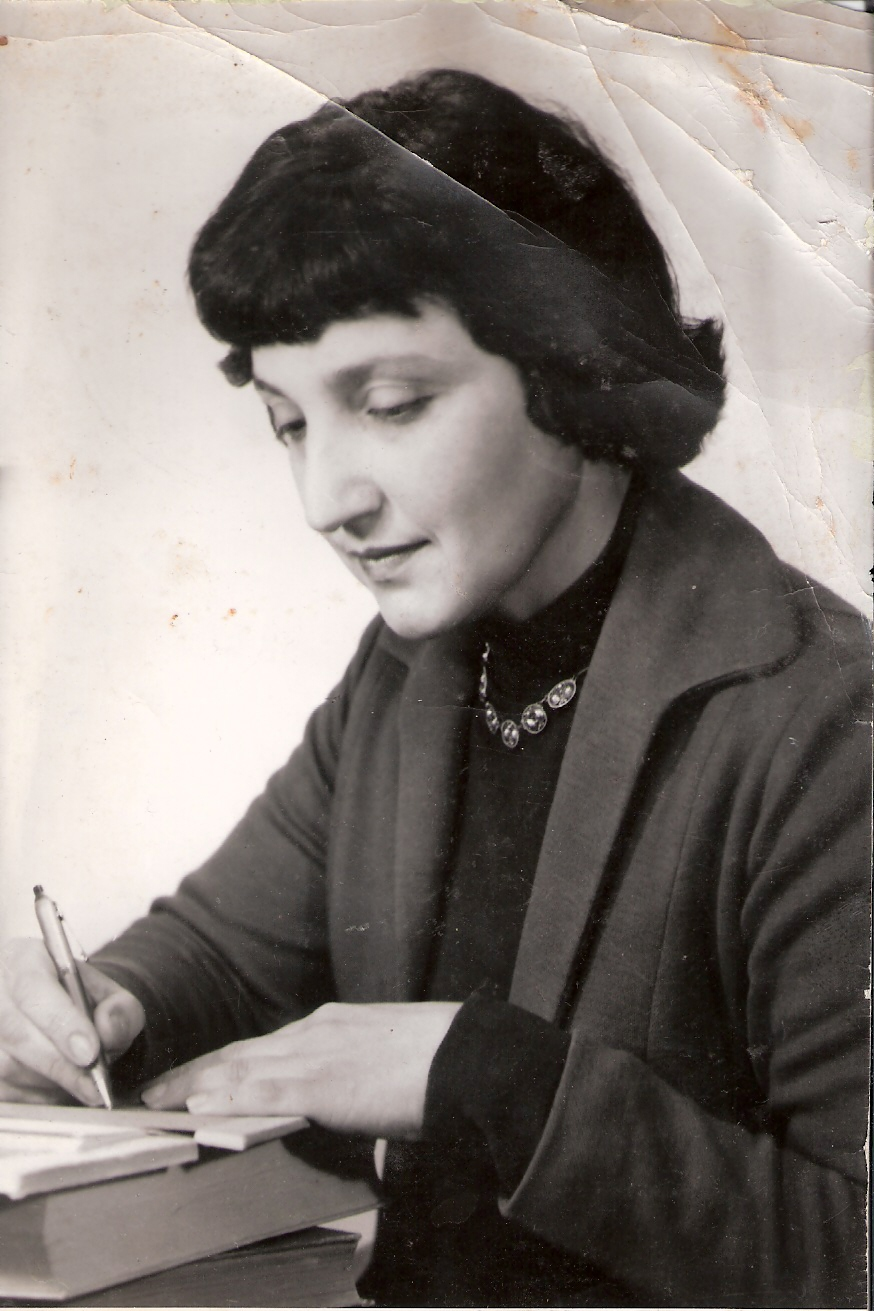
Sara Hestrin-Lerner, 1950

Sara Hestrin-Lerner (hebräisch שרה הסטרין-לרנר; * 1. Mai 1918 in Winnipeg, Kanada; † 18. November 2017 in Israel) war eine kanadisch-israelische Physiologin. 

## Leben und Werk
Hestrin-Lerner emigrierte 1932 mit ihren Eltern in das damalige britische Mandatsgebiet Palästina, das heutige Israel. Sie studierte Zoologie an der Hebräischen Universität in Jerusalem und promovierte in pathologischer Physiologie. 1955 wurde ihr die höchste Kulturauszeichnung des Staates Israel, der Israel-Preis für Medizin, verliehen.
Sie starb 2017 im Alter von 99 Jahren.

## Veröffentlichungen (Auswahl)
- mit Lowell E. Hokin: Effects of hormones on Na and H2O transport and on phospholipid metabolism in toad bladder. American Journal of Physiology, 1964, https://doi.org/10.1152/ajplegacy.1964.206.1.136.